# Уэбб, Томас Смит
Томас Смит Уэбб (30 октября, 1771 года — 6 июля 1819 года) — американский масон, писатель, музыкант, автор «Масонского монитора или Иллюстрации масонства», книги, которая оказала значительное влияние на развитие масонского ритуала в Америке, и особенно Йоркского устава. Уэбб был назван основоположником Йоркского или Американского устава за его усилия по продвижению этих масонских уставов.

## Биография

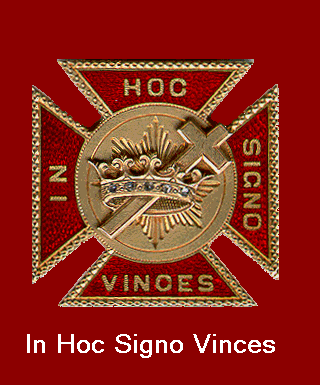
Эмблема Йоркского устава

Уэбб родился в Бостоне, штат Массачусетс. В возрасте шестнадцати лет он был отдан на обучение печатному делу в Бостоне. После окончания обучения он был направлен в Кин, Нью-Гемпшир, где он работал в течение некоторого времени в торговле. В Кине он прошёл масонское посвящение в три степени масонства в ложе «Восходящее солнце». В 1793 году он переехал в Олбани, штат Нью-Йорк. 14 сентября 1797 года, как явствует из авторского права, он опубликовал «Масонский монитор» или «Иллюстрации масонства». Эта небольшая по объёму книга, которая в настоящее время встречается крайне редко, состояла из двух частей, вторая часть содержит описание «Неизрекаемых степеней масонства», вместе с несколькими масонскими песнями автора. Публикация этой работы последовала с последовательным увеличением и улучшением издания в 1802, 1805, 1808, 1816, 1818 годах, а также книга многократно переиздавалась после смерти автора.
Томас Смит Уэбб председательствовал на съезде комитетов в Бостоне 24 октября 1797 года, когда происходило формирование Всеобщего великого капитула. На встрече в Провиденсе в январе 1799 года, он представил, как председатель комитета, конституцию, которая была там же принята. Формирование «Великого лагеря Соединенных Штатов» было результатом его масонской работы. Это был первоначальный проект конституции, со всеми изменениями, дополнениями и поправками под его собственной редакцией. В настоящее время оригинальный вариант текста хранится в архиве Коммандерии Св. Иоанна, в Провиденсе, Род-Айленд. В 1799 году он вместе с семьей переехал в Провиденс, где он провёл большую часть последних лет жизни.
Уэбб имел хорошие музыкальные способности, и он был первым президентом «Псаломного общества», организации, которая занималась улучшением пения священных мелодий членами этого общества. В 1815 году Уэбб сменил свою резиденцию в Бостоне, для установления связей с другими обществами подобного типа, такими как Общество Генделя и Гайдна, первым президентом которого он стал.
Он также занимал должность первого великого коммандера Великой коммандерии рыцарей-тамплиеров и субсидиарных орденов штата Массачусетс и Род-Айленд. Также он занимал должность великого мастера Великой ложи Род-Айленд в 1813-14 годах.